# Campionato indonesiano di calcio a 5
Il Campionato indonesiano di calcio a 5, chiamato anche Indonesian Futsal League, è la massima competizione di calcio a 5 per club in Indonesia.

## Albo d'oro
- 2006-2007:  Biangbola (1)
- 2008:  Electric PLN (1)
- 2009:  Electric PLN (2)
- 2010:  Harimau Rawa (1)
- 2011:  IPC Pelindo II (1)
- 2012:  IPC Pelindo II (2)
- 2013:  Electric PLN (3)
- 2014: non disputato
- 2015:  IPC Pelindo II (3)
- 2016:  Black Steel (1)

- 2017:  Vamos Mataram (1)
- 2018:  Vamos Mataram (2)
- 2019:  Vamos Mataram (3)
- 2020:  Black Steel (2)
- 2021-2022:  Bintang Timur (1)
- 2022-2023:  Bintang Timur (2)
- 2023-2024:  Bintang Timur (3)